# Frédéric d'Utrecht
Pour les articles homonymes, voir Frédéric.
Frédéric d'Utrecht (né vers 780 et décédé le 18 juillet 838 à Walcheren) fût évêque d’Utrecht à partir de 820 / 828, jusqu'en 838. Mort en martyr, il est considéré comme saint par l'Église catholique.

## Biographie

### La réputation d'un évêque
Petit-fils d'un roi des Frisons, il est envoyé par sa mère à Utrecht, et y est élu évêque entre 820 et 828, malgré ses réticences, sur l’injonction de l'empereur d'Occident Louis le Pieux avec qui il se brouille quelques années plus tard.
Il assiste en 829 au concile de Mayence et poursuit l'évangélisation de la Frise. C'est à lui que le moine bénédictin Raban Maur dédia son Commentaire sur Josué en 834.

### Un évêque engagé
L'évêque d'Utrecht, doutant peut-être de la légitimité des deux enfants que l’impératrice a donnés à la couronne (Gisèle et Charles), et fidèle au pape, critique avec véhémence la vie dissolue de l'impératrice et soutient Lothaire. Il est assassiné - peut-être sur l'ordre de la souveraine - le 18 juillet 838 à la fin de la messe qu'il célébrait.
Canonisé, il est fêté le 18 juillet.

## Iconographie
Saint Frédéric est souvent représenté avec deux épées qui lui transpercent le corps, d'où jaillissent ses entrailles.